# Caesalpinia rosei
Caesalpinia rosei är en ärtväxtart som beskrevs av Ignatz Urban. Caesalpinia rosei ingår i släktet Caesalpinia och familjen ärtväxter. Inga underarter finns listade i Catalogue of Life.